# Hellbastard
Hellbastard est un groupe de crust punk britannique originaire de Newcastle. Formé vers 1984/1985, il s'est séparé en 1992 et reformé en 2008.

## Biographie
Le groupe est formé autour de fin 1984/début 1985 par le chanteur et guitariste Malcolm « Scruff » Lewty. Son nom dérive du titre d'un morceau écrit par son ami Martin, pour son groupe Sons of Bad Breath. Le batteur Phil Laidlaw et le bassiste Christopher « Simo » Simmons rejoignent le groupe. Leur première apparition scénique est annoncée pour la fin 1985 à Scunthorpe, mais ils jouent finalement avec le groupe 10,000 Species of Moss, 20,000 Species of Catfish in the Amazon, Okay!. Avant leur apparition, Simmons détruit sa basse, et doit donc en emprunter une. Le groupe joue ensuite à Newcastle avec Satanic Malfunctions. Avant le concert, le bassiste Simmons quitte le groupe et est remplacé par Ian « Scotty » Scott. Simmons déménage ensuite à Bristol, puis au Pays de Galles, où il décède. Après ce premier concert, ils jouent avec d'autres groupes comme Conflict, Sacrilege, Kreator et Death.
En 1986, la démo Ripper Crust est enregistrée aux Old Mill Studios d'Alnwick. Grâce à la démo, Peaceville Records et Gore Records, le précurseur de Nuclear Blast, s'intéresse au groupe et tente de publier leur prochaine démo, Hate Militia. Slatko Dolic, propriétaire de Gore Records, décède avant la sortie, ce qui fait que la démo ne peut sortir sous ce label. Cependant, Peaceville Records sort le morceau Civilized? sur sa compilation A Vile Peace. La démo sort en 2000 sur Dirty Thrash Records. Le premier album intitulé Heading for Internal Darkness est apparu en 1988 sur Meantime Records 
Leur premier album, Heading for Internal Darkness, est publié en 1988 au label Meantime Records. L'album est enregistré en janvier la même année aux Lion Studios à Leeds. Le morceau Death Camp fait participer la chanteuse Wendy Gill. Cette sortie suit d'une tournée dans toute l'Europe. Après la sortie de l'album, le batteur Phil Laidlaw quitte le groupe et est remplacé par Brian Newton, qui avait participé à l'EP They Brought Death. L'EP est publié en 1989 sur le label allemand Temple of Love Records. Peu de temps après, Ian Crow est ajouté comme second guitariste et le bassiste Scott est remplacé par Drew Wright. Le groupe négocie ensuite avec Vinyl Solution pour la sortie du prochain album. Un peu plus tard, Necrosis Records (sous-label d'Earache Records) entre dans les négociations. Finalement leur album Natural Order est publié sur Earache Records, avec Ian Crow comme remplaçant du guitariste Ali Lee. Crow formera plus tard Hellkrusher, avec Ali Lynn d'Energetic Krusher. Natural Order est produit par Colin Richardson aux Slaughterhouse Studios de Kingston-upon-Hull. La sortie suit de divers concerts, dont un en 1990 à Naples avec Napalm Death. Au début de 1991, le batteur Newton quitte le groupe et est remplacé par Martin « Hairy » Harrison, un autre membre de Krusher Energetic. Ensuite, le groupe enregistre une autre démo intitulée Situation Violent, avant sa séparation en 1992.
En 2008, le groupe se réunit sous l'impulsion de Malcolm « Scruff » Lewty. Outre Lewty, le groupe se compose du guitariste Danny Matthew Guy, du bassiste Gianluca Ait et du batteur Kristjan B. Heidarsson. En 2009 sort l'album The Need to Kill, suivi en mars par une tournée européenne.

## Discographie
- 1986 : Ripper Crust (démo, indépendant)
- 1987 : Hate Militia (démo, indépendant)
- 1988 : Heading for Internal Darkness (album, Meantime Records)
- 1989 : They Brought Death (EP, Temple of Love Records)
- 1989 : Official Rehearsal (démo, indépendant)
- 1989 : Earache Demo (démo, indépendant)
- 1990 : Natural Order (album, Earache Records)
- 1991 : Situation Violent (démo, indépendant)
- 1992 : Demo Rehearsal 1992 (démo, indépendant)
- 1998 : Heading for More Darkness (compilation, Bomb Factory Records)
- 1999 : Blood, Fire & Hate (compilation, Control Records)
- 1999 : In Grind We Crust (compilation, Acid Strings Records)
- 2000 : The Good Go First (démo, Dirty Thrash Records)
- 2009 : Discography 1986-1987-1988 (compilation, Shaman Records)
- 2009 : The Need to Kill (album, Civilisation Records)
- 2009 : Eco-War (EP, Selfmadegod Records)
- 2010 : Hellbastard / Dissent (split avec Dissent, Torture Garden Pictures Company)
- 2012 : Hellbastard/Dresden (split avec Dresden, Unleash Hell Records)
- 2012 : Sons of Bitches (EP, PATAC Records)